# Marina interstes
Marina interstes är en ärtväxtart som beskrevs av Rupert Charles Barneby. Marina interstes ingår i släktet Marina och familjen ärtväxter. Inga underarter finns listade i Catalogue of Life.